# Volkan Özcan (Fußballspieler)
Volkan Özcan (* 22. Juli 1986 in Izmir) ist ein türkischer Fußballspieler.

## Karriere
Özcan begann mit dem Vereinsfußball in der Jugendabteilung von İzmir Telekomspor und wechselte 2000 in die Jugend von Petkimspor. Hier wurde 2003 in den Profikader aufgenommen und langsam an die Mannschaft herangeführt. Nach zwei Jahren wechselte er zum Traditionsverein Göztepe Izmir. 2007 verließ er diesen Verein und heuerte bei Hacettepe SK an. Nachdem er hier eine halbe Spielzeit ohne Einsatz auf der Ersatzbank saß, wurde er für die Rückrunde an den Zweitligisten Giresunspor ausgeliehen.
Zum Sommer 2008 wechselte er zum Zweitligisten Diyarbakırspor. Hier erreichte er mit seiner Mannschaft durch die Vizemeisterschaft der TFF 1. Lig den direkten Aufstieg in die Süper Lig. Trotz dieses Erfolges verließ er den Verein zum Saisonende und ging zum Zweitligisten Karşıyaka SK. Hier kam man bis zum Relegationsfinale der TFF 1. Lig und verpasste hier den Aufstieg in die Süper Lig in letzter Instanz.
Zur Saison 2010/11 ging er zum Ligakonkurrenten Çaykur Rizespor und erreichte auch mit diesem Verein die Play-offs. Hier schied man bereits im Halbfinale aus.
Die nächste Saison begann Özcan beim Drittligisten Altay Izmir, wechselte aber zur Winterpause zum Zweitligisten Kayseri Erciyesspor. Nach diesem Erfolg verließ er Erciyesspor im Sommer 2013 Richtung Drittligist Göztepe Izmir. Bereits nach einer halben Saison bei Göztepe wechselte Özcan innerhalb der Stadt zum Zweitligisten Bucaspor.
Im Sommer 2014 heuerte er beim Zweitligisten Orduspor an. Im November 2014 verließ er diesen Verein vorzeitig.

## Erfolge
Mit Diyarbakırspor
- Vizemeisterschaft der TFF 1. Lig und Aufstieg in die Süper Lig: 2008/09

Mit Kayseri Erciyesspor
- Meisterschaft der TFF 1. Lig und Aufstieg in die Süper Lig: 2012/13